# Caribert I
Caribert o Khadibert (llatí: Charibertus)(vers 517-567) va regnar com a rei merovingi de París, des del 561 fins a la seva mort.
Va ser el tercer fill del rei dels francs Clotari I i la seva esposa Ingunda. Els seus germans grans eren Gunthar i Khilderic, que moriren abans que el seu pare. El 556 ell i el seu germà Guntram van liderar els exèrcits francs contra Khramn, encara un altre germà que s'havia revoltat. Khramn s'estava amagant a Occitània, però una violenta tempesta primer i unes cartes falses que Khramn va fer enviar els seus germans anunciant la falsa notícia de la mort del seu pare van impedir l'enfrontament entre els dos exèrcits.

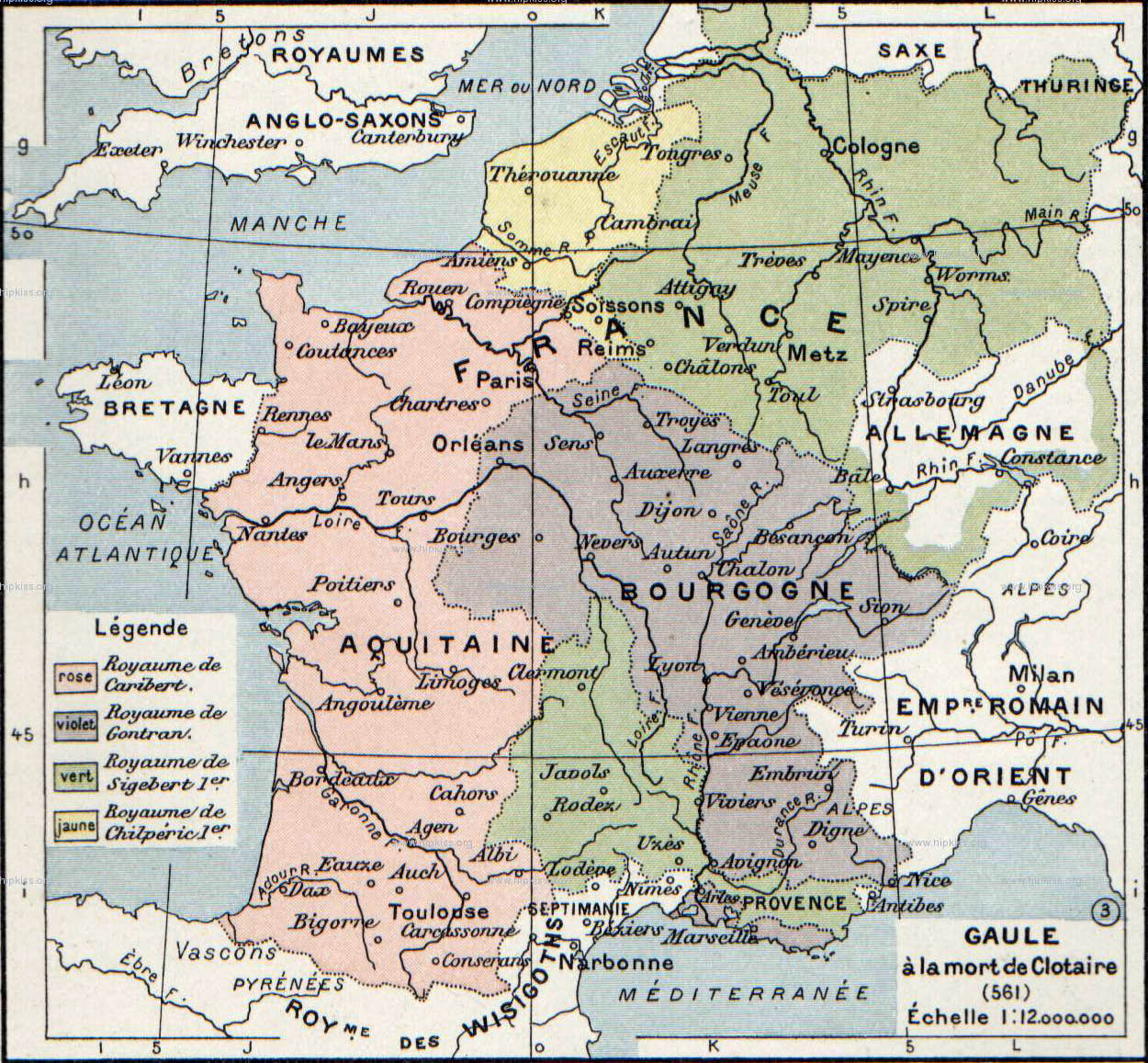
La divisió del regne dels francs a la mort de Clotari. El regne que rebé Caribert marcat en rosa.

L'any real de la mort de Clotari va ser 561, i aleshores el regne es va dividir entre tots els seus fills mascles supervivents d'acord amb els costums francs. En la divisió Caribert va rebre els territoris que corresponien al regne que el seu oncle Khildebert I havia governat, que acabaria rebent el nom de Nèustria. El seu regne també incloïa Aquitània i Novempopulània. Les principals ciutats del seu feu eren Rouen, Tours, Poitiers, Llemotges, Bordeus, Tolosa, Caors i Albi. La resta dels seus germans rebé Borgonya (Guntram), Austràsia (Sigebert) i Soissons (Khilperic).
A la seva coronació, el bisbe de Tours i futur Sant Gregori va aconseguir extreure de Caribert un jurament segons el qual "no imposaria a la seva gent noves lleis i costums, sinó que retindria aquelles sota les que havien viscut en temps del seu pare". A la pràctica, aquesta promesa va limitar el poder de Caribert i la seva capacitat d'obtenir fons augmentant impostos o introduir noves polítiques.
El regnat de Caribert també es va veure condicionat per la falta d'un hereu. L'únic fill mascle que tingué amb la seva esposa Ingoberge morí en la infància, i les filles no podien heretar d'acord amb els costums dels francs sàlics. Davant d'aquest fet repudià la seva esposa i tingué nombroses concubines. Aquesta conducta causà el rebuig de l'Església Catòlica, que va procedir a excomunicar-lo (el primer rei franc que ho era).
A la seva mort prematura l'any 567, el regne es va dividir entre els seus germans.